# トゥゲラ
トゥゲラ (Tugera) はイギリスの競走馬。後オーストラリアに輸出され、マカイビーディーヴァを初め複数の重賞馬の母となった。
アメリカ合衆国ケンタッキー州にて、ハーリド・ビン・アブドゥッラーのジュドモントファームで生産された。父はリヴァーマンRiverman、母はランブシュカRambushkaという馬で、ヴァージニアステークス(LS)などアメリカ・イギリスで2勝した。トゥゲラ自身は競走馬としては平凡以下で、イギリスで走ったが2戦して何れも着外に終わっている。その後オーストラリアに輸出された。
オーストラリアでの繁殖成績はとても優秀で、現在までに6頭がレースに出走し、マカイビーディーヴァ、マスケット、ヴァルキリーディーヴァ、シャドーオヴエクセレンスShadowofexcellence(豪2勝)の4頭が勝利している。その中でもメルボルンカップを3連覇したマカイビーディーヴァMakybe Divaはオーストラリアでかなり著名な競走馬である。マスケットMusketはオーストラリアでSTCシャノンステークス(G2)など4勝、ヴァルキリーディーヴァValkyrie Divaも同国でMVRCテシオステークス(G3)など8勝をあげた。

## 関連リンク
- Tugela's pedigree
- Tugela tests in foal to Desert King!